# Ксантос (син на Триоп)
Вижте пояснителната страница за други значения на Ксантос.
Ксантос (на старогръцки: Ξάνθος; на латински: Xanthos) в гръцката митология е син на Триоп, цар на Аргос, и на Ореасида. Брат е на Иас, Агенор, Месена и Пеласг. След баща му на трона на Аргос идва Иас (Iasos).
Ксантос царувал над аргоските пеласги, завладял част от Ликия. По-късно се переселил на Лесбос.